# Eoclipsis mongolica
Eoclipsis mongolica là một loài Trichoptera hóa thạch trong họ Polycentropodidae.